# 黃紹竑
黃紹竑（1895年—1966年8月31日），又名紹雄，字季寬，廣西容縣人，中国政治人物、军事人物。與李宗仁、白崇禧號稱新桂系三大巨頭，與政學系關係密切。國民革命軍中將加上將銜。曾任广西省主席、浙江省主席、湖北省主席、国民政府内政部部长、交通部长、国民政府监察院副院长，是广西大学创始人。中华人民共和国成立后，任中华人民共和国政务院政务委员、中国人民政治协商会议全国委员会委员、全国人民代表大会常务委员会委员、中国国民党革命委员会中央常务委员、和平解放台湾委员会副主任等职。

## 生平

### 早年經歷
出生于廣西容縣珊萃村的知名望族，曾叔祖父黃鵬奮，叔祖父黃金韶，叔父黃玉忠皆為進士，父黄玉梁是前清舉人。黃七歲入私塾，機靈多變，1909年入廣西陸軍第三中學。1912年入武昌陸軍軍官預備學校繼續學習，1914年結業後，入保定陸軍軍官學校學習。1916年畢業後，回廣西陸軍任准尉見習官。
新桂系统一广西之后，黃成为仅次于李宗仁的新桂系二号首领，1926年6月1日任广西省政府主席，长期经营广西。

### 中年經歷
在新桂系的历次反蒋战争中因屡次指挥作战失利，在新桂系中威望大受打击，心灰意冷。随後在取得李宗仁、白崇禧的谅解，保证不危害团体利益的协议后，离开新桂系投蒋。1932年2月18日任国民政府委员，5月3日任内政部长。
三任浙江省政府主席 (1934-36年, 1936-36年, 1937-46年), 贡献很大。
1937年1月16日，湖北省政府主席黃紹竑宣誓就職，並宣布治鄂方針：一、注意國防教育；二、整理保安隊，鞏固治安；三、整理土地財政；四、講求水利，修築堤防:5341。1月20日，國民政府任命黃紹竑兼任湖北省保安司令:5343。6月20日，湖北省政府主席黃紹竑至廬山，任廬山訓練團總隊長:5449。
抗戰後任第二戰區司令長官，中將加上將銜。1942年轉任第三戰區司令長官。1946年當選監察委員。1947年當選監察院副院長。
1949年1月22日，駐在石家莊之毛澤東對黃紹竑所提的意見答覆如下：「蔣已下野，第一點無須再商；白崇禧將軍如願和平，可與劉伯承將軍直接談判」:141。4月1日，黄绍竑作为代表之一赴北平参与和平谈判，与毛泽东私下相谈甚欢，一齐吟诗唱词。4月16日，黄绍竑自北平飛返南京，攜中國共產黨所提之二十四項要求，「向中央請示」:184。4月20日，国共和谈失败后，黃当即动身飛往香港。8月15日，黄绍竑、龙云、刘建绪等44人，在香港发表《我们对现阶段中国革命的认识与主张》声明。9月，离港返回大陆，参与中国人民政治协商会议第一届全体会议。

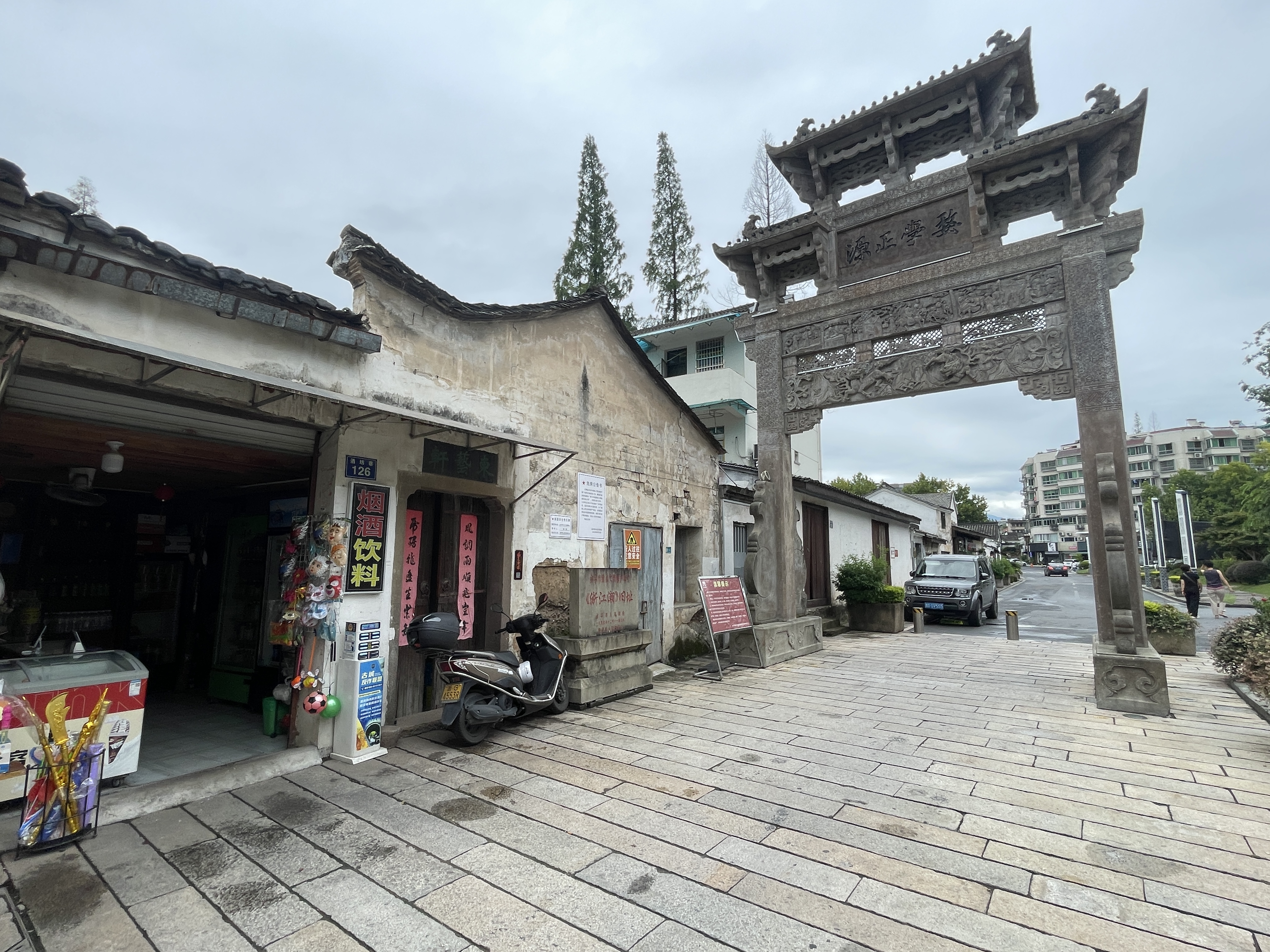
金华古子城酒坊巷126号的原黄绍竑公馆，曾作为浙江省政府机关刊物《浙江潮》编辑部
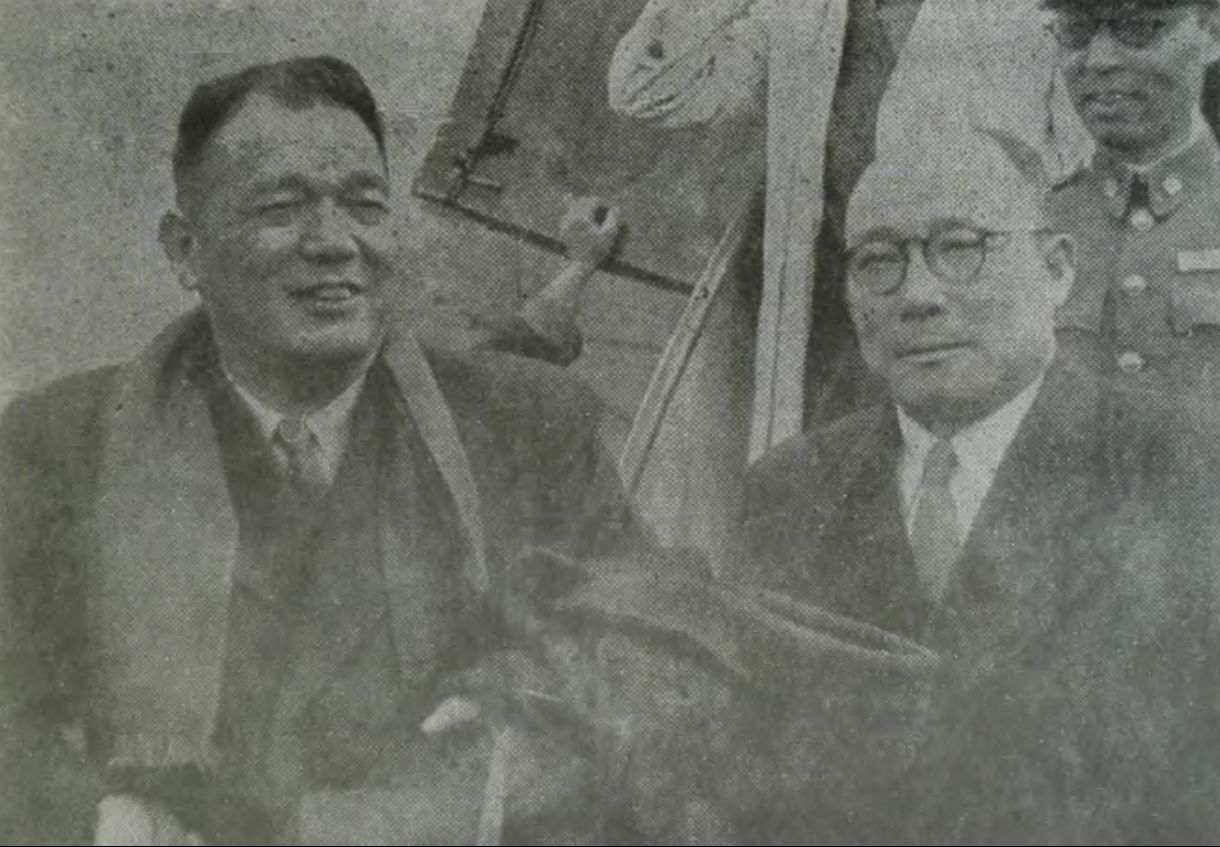
1949年，黄绍竑（左一）与屈武

### 晚年
中华人民共和国建立后，黄绍竑留在大陆，曾任政务院政务委员，中国人民政治协商会议第一、二、三届全国委员会委员，第一届全国人民代表大会常务委员、法案委员会委员，民革中央常委兼和平解放台湾工作委员副主任等职。
1957年5月，黄绍竑发表《党不应直接向人民发号施令》，批评当时中国共产党的领导方法欠妥，并认为应该积极开展整风运动、肃清官僚主义、健全司法体系。6月，整风运动的反右扩大化使得黄绍竑被劃为右派分子，后来做了检讨并在次年被罢免人大职务。1960年，因 “确有悔改”而摘掉了右派帽子，恢复了正常的政治活动。
晚年黄绍竑对两岸问题颇为关心，主张两岸统一，1962年在会议上发表演讲：“起来吧！台湾同胞们，强大祖国有六亿五千万同胞大力支持你们！台湾是中国的神圣的领土，我们一定要解放台湾！”
1965年7月20日，从美国返回中国大陆的李宗仁夫妇到达北京，黄绍竑参与迎接现场。
文化大革命時政协一度停摆，黄绍竑亦受到严重冲击，兩次服毒不死。1966年8月31日下午，黃紹竑前往李宗仁宅。程思遠對黃紹竑說：“看來你有心事。”黃紹竑說：“我不為自己打算，我擔心的是德公（李宗仁）。”至于黄绍竑和李宗仁谈了些什么则不得而知。当日，黃紹竑在北京以剃刀刎頸自殺而死。
1980年代，中国国民党革命委员会为其平反，并恢复名誉。黄绍竑著有《五十回忆》一书。

## 藝術形象
- 2009年，建國大業

## 相关传记
- 广西文史研究馆编：《黄绍竑回忆录》、广西人民出版社、1991年4月23日。
- 黄绍竑著《五十回忆》、岳麓书社、1999年4月1日。